# Parafia św. Mikołaja w Oksie
Parafia Świętego Mikołaja – parafia rzymskokatolicka w Oksie. Należy do dekanatu małogoskiego diecezji kieleckiej. Założona w 1723. Mieści się przy ulicy Kościelnej. Duszpasterstwo w niej prowadzą księża diecezjalni.